# Tarantula Belgique
 (août 2021).
Si vous disposez d'ouvrages ou d'articles de référence ou si vous connaissez des sites web de qualité traitant du thème abordé ici, merci de compléter l'article en donnant les références utiles à sa vérifiabilité et en les liant à la section « Notes et références ».
Tarantula Belgique est une société de production belge fondée en 1996 par Donato Rotunno et Joseph Rouschop. Il s'agit de la société sœur de Tarantula Luxembourg, fondée par Donato Rotunno en 1995. 

## Liste de films

### Fictions

#### Longs-métrages
- 2002 : Une part du ciel de Bénédicte Liénard
- 2003 : Folle embellie de Dominique Cabrera
- 2004 : La Blessure de Nicolas Klotz
- 2004 : Folie privée de Joachim Lafosse
- 2005 : Batalla en el cielo de Carlos Reygadas
- 2006 : Congorama de Philippe Falardeau
- 2006 : Nue Propriété de Joachim Lafosse
- 2008 : Le sel de la mer de Annemarie Jacir
- 2009 : My Queen Karo de Dorothée Van Den Berghe
- 2009 : Verso de Xavier Ruiz
- 2010 : Sauvage de Jean-François Amiguet
- 2010 : Les Yeux de sa mère de Thierry Klifa
- 2010 : Carré Blanc de Jean-Baptiste Leonetti
- 2010 : La Cantante de Tango de Diego Martinez Vignatti
- 2011 : L'Hiver dernier de John Shank
- 2012 : Mobile Home de François Pirot
- 2012 : Sous le figuier de Anne-Marie Étienne
- 2012 : L'Amante du Rif de Narjiss Nejjar
- 2012 : Bye Bye Blondie de Virginie Despentes
- 2013 : A pelada de Damien Chemin
- 2013 : Vandal de Hélier Cisterne
- 2014 : L'Éclat furtif de l'Ombre de Patrick Dechesne et Alain-Pascal Housiaux
- 2014 : Pasolini d'Abel Ferrara
- 2014 : Tous les chats sont gris de Savina Dellicour
- 2015 : Ni le ciel ni la terre de Clément Cogitore
- 2015 : Cafard de Jan Bultheel
- 2015 : Baden Baden de Rachel Lang
- 2015 : Le Chant des Hommes de Bénédicte Liénard et Mary Jimenez
- 2015 : L'Âme du Tigre de François Yang
- 2016 : A Real Vermeer de Rudolf Van Den Berg
- 2016 : Noces de Stephan Streker
- 2016 : Glory de Kristina Grozeva et Petar Valtchanov
- 2016 : Children of the Night d'Andrea De Sica
- 2017 : Les Fleurs amères d'Olivier Meys
- 2017 : Plein la vue de Philippe Lyon
- 2017 : Nico, 1988 de Susanna Nicchiarelli
- 2017 : Drôles de petites bêtes d'Antoon Krings et Arnaud Bouron
- 2017 : Gutland de Govinda Van Maele
- 2017 : Parvana, une enfance en Afghanistan de Nora Twomey
- 2018 : Croc-Blanc d'Alexandre Espigares
- 2018 : Sandstern d'Yilmaz Arslan
- 2018 : Pachamama de Juan Antin
- 2018 : Pour vivre heureux de Salima Sarah Glamine et Dimitri Linder
- 2018 : Sibel de Çağla Zencirci et Guillaume Giovanetti
- 2019 : Viendra le feu d'Olivier Laxe
- 2019 : Fritzi, eine Wendewundergeschichte de Ralf Kukula et Matthias Bruhn
- 2019 : Pompei d'Ana Falguères et John Shank
- 2019 : Poissonsexe d'Olivier Babinet
- 2019 : Deux de Filippo Meneghetti
- 2019 : L'Audition d'Ina Weisse
- 2019 : Demain, je traverse de Sepideh Farsi
- 2019 : Flatland de Jenna Bass
- 2019 : Skin Walker de Christian Neuman
- 2019 : The Shift d'Alessandro Tonda
- 2020 : Miss Marx de Susanna Nicchiarelli
- 2020 : Io sto bene de Donato Rotunno
- 2021 : Dealer de Jeroen Perceval
- 2021 : Streams de Mehdi Hmili

#### Courts-métrages
- 2004 : Organik de David Morley
- 2008 : La Monique de Joseph de Damien Chemin
- 2009 : Phagocyte de Laurie Colson
- 2010 : Le Cours des Choses de Caroline Tambour
- 2011 : La Belle et la Bête de Laurie Colson
- 2016 : Passée l'aube de Nicolas Graux
- 2018 : Vol de nuit de Kenan Görgün
- 2020 : Lynx de Julien Henry
- 2021 : Brutalia de Manolis Mavris

### Documentaires
- 2003 : Un rêve algérien de Jean-Pierre Lledo
- 2003 : Le Voyage de Magali de Dominique Reding
- 2003 : Balanz de Nicolas Simon
- 2004 : Nous n'étions pas amis de Marie-Anne Thunissen
- 2006 : Austerlitz de Jean-François Delassus
- 2007 : Lampião de Damien Chemin et Nicodème de Renesse
- 2011 : Des jeunes gens mödernes de Jérôme Missolz et Jean-François Sanz
- 2011 : Fragonard de Jacques Donjean et Olivier Horn
- 2012 : D'arbres et de charbon de Bénédicte Liénard
- 2013 : Standard de Benjamin Marquet
- 2013 : Sobre las brasas de Bénédicte Liénard et Mary Jimenez
- 2015 : Vers une inconditionnelle liberté de Serge Challon et Vartan Ohanian
- 2015 : Mon premier rôle de Marika Piedboeuf
- 2016 : Guru, une famille hijra de Laurie Colson et Axelle Le Dauphin
- 2017 : Le Collectionneur de Pierre Maillard